# Genpact
ジェンパクト (GENPACT) は、GE（ゼネラルエレクトリック）から独立して設立された、企業の業務プロセスの変革、最適化、実行を担うサービスプロバイダ。
ニューヨークに本社機能がある。ニューヨーク証券取引所上場会社 (NYSE: G)。
社名の語源は、ビジネスにインパクトをもたらす (Generating Business Impact) である。GEの業務改革支援で培ったリーンシックスシグマおよびオペレーショナルエクセレンスをDNAとして引き継いでいる。
サービスとして、デジタル技術を極限まで活用した業務オペレーションを行うインテリジェントオペレーション（IO)と、クライアントのビジネスをAI・アナリティクスなどのデジタル技術によるサポートで本業の付加価値を拡大させるトランスフォーメーションサービスを提供している。

## 沿革
1995年にGE（ジェネラルエレクトリック）の子会社であるGEキャピタルのインターナショナルサービス部門 GECIS (GE Capital International Services) として出発し、GEグループ内の間接業務を扱う。1997年にインドにオペレーションセンターを設立したのを創業年としている。その後、外部業務も引き受けるようになり、2005年にGEから独立。2007年にニューヨーク証券取引所に上場している。
- 1995年、GE（ジェネラルエレクトリック）がGEキャピタルインターナショナルサービス部門を設立。
- 1997年、インドのグルガオン市（Gurgaon City）にオペレーションセンターを設立。
- 2000年、中国の大連にオペレーションセンターを設立。日本で事業を開始。
- 2004年、インドのコルカタにセンターを設立、General Atlantic Partners とOak Hill Capital Partnersへ資本の60%を売却。
- 2005年、GEから独立。ジェンパクトジャパン設立。ルーマニアのブカレストとインドのデリーにセンターを設立。総売上は491百万米ドル、従業員総数は19,500人。
- 2006年、中国の長春と上海、フィリピンのマニラにセンターを設立。総売上は613百万米ドル、従業員総数は26,000人。
- 2007年、オランダのICE Enterprise Solutionsなどを合併。株式を公開。総売上は822百万米ドル、従業員総数は32,700人。
- 2008年、グアテマラのグアテマラシティなどにセンターを設立。総売上は1,046百万米ドル、従業員総数は36,200人。
- 2012年、グローバル経営コンサルティングファームのヘッドストロングを統合。Bain Capitalが最大株主となる。
- 2013年、英国本拠のグローバル経営コンサルティングファームのファーマリンクを統合。
- 2018年、サプライチェーンの経営コンサルティングファームである、Barkawi Management Consultantsを買収。
- 2019年、デジタルコンサルティングファームである、Rightpointを買収。

### 日本
ジェンパクトは、2000年より日本で事業を開始。2005年に東京でジェンパクトジャパン株式会社が設立され、グローバル企業を対象に事業を展開している。2011年に日産自動車の人事系サービス子会社を買収し、ジェンパクトジャパンサービスとしてアウトソーシング サービスを行っている。2014年に日立製作所の財務経理系サービス子会社を買収し、日本ジェンパクトビジネスサービスとしてアウトソーシング サービスを行っている。2018年にジェンパクトジャパン株式会社とジェンパクトジャパンサービスが統合し、ジェンパクト株式会社に改称する。

## 各国のオペレーション センター
インド、中国、アメリカ、メキシコ、ルーマニア、ドイツ、ハンガリー、フィリピンなど17カ国にオペレーションなどを行うデリバリー・センターがあり、日本と最も関係が深いのは中国のセンターである。

### 中国
Genpactは中国で簡柏特（中国語: 简柏特）と呼ばれ、2000年6月に稼動開始、中国において最初で最大のBPOを展開し、従業員数は4,000人を超えている。大連、長春、花橋、佛山にデリバリー・センターがある。その内、大連センターが最も大きく、大連西郊外の大連ソフトウェアパークにあり、 ほぼ日本の業務を行っている。または、北京、上海、東京に営業拠点があり、日本を中心にBPO関連営業活動を行っている。
- 2000年6月にGENPACT中国が稼動開始、現在社員数約3,500人。
- GENPACT中国（2011年）は、全員正社員で平均年齢 29歳、男女比率 1:3、平均勤続数 3年。
- GENPACT中国（2011年）は、受注企業数約80社、日本企業は約30社。
- GENPACT中国（2008年）は、中国改革開放三十年マルチナショナルカンパニ”中国貢献賞“受賞。
- GENPACT中国（2009年）は、中国CFOによる「最も好ましいアウトソーシングサービスプロバイダ」に選定された。
- GENPACT中国（2010年）は、2010年に中国のトップ10のアウトソーシングサービスプロバイダとして授与された。
- GENPACTは、2007年〜2010年に連続4年間　Best Performing BPO Provider　を受賞された。